# Fiatal és ártatlan
A Fiatal és ártatlan (eredeti cím: Young and Innocent) 1937-ben bemutatott fekete-fehér, magyarul beszélő, angol krimi Alfred Hitchcock rendezésében. A film  első alkotói korszakában, még az angliai években készült. A film alapjául Josephine Tey Shining for Candles című regénye szolgált, melynek három fejezetének kiegészítésével Charles Bennett, Alma Reville, Ed Greenwood és Anthony Armstrong készítette el a forgatókönyvet.

## A film cselekménye
A történet egy hotelben kezdődik, ahol a jazz-zenekar dobosa, Guy (George Curzon) meggyanúsítja feleségét, a híres színésznőt, Christine Clay-t (Pamela Carme), hogy hűtlen volt hozzá. Veszekedésüknek csak néhány pillanatába enged bekukkantani a rendező, viszont felfigyelhetünk a férj egy jellegzetes vonására: ha ideges, elkezd rángatózni az arca.
A következő jelenet egy tengerparton játszódik, ahol Robert Tisdall (Derrick de Marney), egy fiatal író észreveszi a partra sodródott hullát. Segítségért indul, ám félreértésbe keveredik, és meggyanúsítják. Néhány szemtanú a tengerpartól meg van győződve arról, hogy Robert a gyilkos, és a holttest mellett talált esőkabát öve a bűn eszköze. Nem könnyíti meg a helyzetét az a felismerés sem, hogy a halott nő Christine Clay, akit ismert korábbról, ráadásul a hölgy 1.200 fontot hagyott rá végrendeletében. Ebben az igazságtalan és kiszolgáltatott pillanatban kénytelen menekülni a rendőrség elől, nem is akárkivel, hanem a rendőrfőkapitány lányával, Erica Burgoyne-val (Nova Pilbeam), aki első látásra belezúgott a férfiba.
Elhatározzák, hogy megkeresik az esőkabát tulajdonosát, hogy bebizonyíthassák ártatlanságát. A két fiatal szerelme egymás piszkálásával kezdődik, de lassan kibontakozik, és teljes mértékben együttműködnek.
Különböző kalandok részesei lesznek, a nyomukban loholó rendőrök komikus ügyefogyottsága, majd a Tom Kalapjában kitörő bunyó is megmosolyogtatja a nézőt.
A két főhősünk végül megtalálja a vén csavargót, aki az esőkabátot viseli, majd újabb bonyodalmakba keverednek: autósüldözés, bányaomlás. Szerencsére épségben túljutnak minden veszélyen, és kikötnek a Grand Hotelben, ahol a film kezdődött, ugyanis a csavargó, Vén Will szerint itt fogják megtalálni a valódi gyilkost.
Megjelennek a rendőrök a kapitánnyal együtt, Will és Erica táncolni kezd, hogy elvegyülhessenek a tömegben, a dobos pedig zavarba jön, azt hiszi, őt keresik a bűnüldözők, benyugtatózza magát és elájul. A tömeg a férfi köré gyűlik, ekkor látják meg, hogy Guy-nak folyamatosan rángatózik a szeme, gyanút fognak, kikérdezik, és vallomást is tesz mindenfajta bűntudat nélkül: ő fojtotta meg feleségét.
A történet tehát kedvező véget ér, az igazság kiderül, Robert ártatlan, és ezzel Ericával való szerelme szabad utat kap.

## Szereplők
- Nova Pilbeam – Erica Burgoyne
- Derrick de Marney – Robert Tisdall
- Percy Marmont – Burgoyne ezredes
- Edward Rigby – idős Will
- Mary Clare – Margaret nagynéni
- John Longden – Kent felügyelő
- George Curzon – Guy
- Basil Radford- Basil nagybácsi
- Pamela Carme – Christine Clay
- George Merritt – Sergeant Miller nyomozó
- J. H. Roberts – Henry Briggs
- H. F. Maltby – Ruddock őrmester

| Operatőr:        | Bernard Knowles                                                                                      |
| Forgatókönyv:    | Charles Bennett, Edwin Greenwood, Anthony Armstrong, Gerald Savory, Alma Reville, Josephine Tey      |
| Vágó:            | Charles Frend                                                                                        |
| Fényképezte:     | Bernard Knowles                                                                                      |
| Zene:            | Jack Beaver (zeneszerző), Al Goodhart (dalszerző), Al Hoffman (dalszerző), Samuel Lerner (dalszerző) |
| Látványtervezés: | Alfred Junge                                                                                         |